# Gaizhou
Gaizhou (en chino, 盖州; pinyin, Gàizhōu, léase Kái-Zhóu) es un municipio  bajo la administración directa de la Prefectura Yingkou en la Provincia de Liaoning, República Popular China.  Su área es de 2945 km² y su población total para 2010 superó los 690 mil habitantes.

## Administración
Desde julio de 2020, el  Municipio Gaizhou se divide en 27 pueblos que se administran en 8 subdistritos, 16 poblados y 3 villas.